# Richard Adler
Richard Adler (New York, 3 agosto 1921 – Southampton, 21 giugno 2012) è stato un paroliere, compositore e autore televisivo statunitense.

## Lavori
Testi per Broadway e per la televisione
- Stop the Music
- John Murray Anderson's Almanac (1953-1954)
- The Pajama Game (1956)
- Damn Yankees (1955-1957)
- The Sin of Pat Muldoon (1957)
- Gift of the Magi (1958)
- Kwamina (1961)
- A Mother's Kisses (1968)
- Rex (1976)
- Music Is (1976)
- Fosse (1999-2001)

Brani musicali popolari
- "Rags to Riches" (con Jerry Ross)
- "Hey There" (con Jerry Ross)
- "Hernando's Hideaway" (con Jerry Ross)
- "Steam Heat" (con Jerry Ross)
- "Whatever Lola Wants" (con Jerry Ross)
- "Everybody Loves A Lover" (musica di Robert Allen)
- "Another Time, Another Place"
- "Heart" (con Jerry Ross)
- "I'm Not at All in Love" (con Jerry Ross)

## Premi e riconoscimenti
- Tony Award: 1955 ("Best Musical"), 1956 ("Best Musical")
- Songwriters Hall of Fame (dal 1984)